# Mondův proces

tetrakarbonyl niklu

Mondův proces, vyvinutý Ludwigem Mondem v roce 1899, slouží k přípravě velmi čistého niklu z jeho oxidů.
Principem je redukce oxidů vodíkem na surový kov a jeho následná reakce s oxidem uhelnatým, která poskytuje plynný tetrakarbonyl niklu. Ten se následně vede na tablety z čistého niklu, kde se při teplotě 230 °C rozloží na nikl a oxid uhelnatý, který se odvádí zpět do reakce.
Proces má tři kroky:
1. Oxid nikelnatý je redukován vodíkem ze syntetického plynu při teplotě 200 °C
NiO (s) + H2 (g) → Ni (s) + H2O (g)
2. Surový nikl reaguje s nadbytkem oxidu uhelnatého za vzniku karbonylu niklu při teplotě 50-60 °C
Ni (s) + 4 CO (g) → Ni(CO)4 (g)
3. Směs oxidu uhelnatého a karbonylu niklu je zahřáta na 230 °C. Tetrakarbonyl niklu se rozloží na oxid uhelnatý a čistý nikl
Ni(CO)4 (g) → Ni (s) + 4 CO (g)